# 선웅
김선웅(金善雄, 1991년 11월 1일 ~ )은 대한민국의 배우이다

## 출연작

### 드라마
- 2011년 KBS2 주말연속극 《사랑을 믿어요》 아이돌그룹 RDM 역
- 2012년 투니버스 어린이드라마 《마보이》 - 아이린, 현우 역
- 2014년 MBC 수목드라마 《운명처럼 널 사랑해》 - 강세라에게 고백하는 남학생 역
- 2014년 KBS2 수목드라마 《아이언맨》 - 경호 역
- 2015년 KBS2 주말연속극 《부탁해요 엄마》 이진애 팀원 역
- 2016년 EBS1 특촬드라마 《레전드히어로 삼국전》 - 제갈량 역
- 2016년 tvN 금토드라마 《신데렐라와 네명의 기사》 - 강현민 친구 역
- 2016년 웹드라마 《두근두근 스파이크 2》 - 고이라 역
- 2017년 KBS1 저녁일일극 《미워도 사랑해》 - 오대영 역

### 영화
- 2019년 영화 《얼굴없는 보스》 - 김건 꼬마조직원 역
- 2020년 영화 《사랑하고 있습니까》 - 병오 역